# کالایی
کالایی (به لاتین: Kalai) یک منطقهٔ مسکونی در بنگلادش است که در ناحیه جایپورهات واقع شده‌است. کالایی ۱۶۶٫۳ کیلومتر مربع مساحت و ۱۱۴٬۱۸۳ نفر جمعیت دارد.